# Natação no Campeonato Mundial de Esportes Aquáticos de 2023 - 4x100 m livre masculino
A disputa na modalidade 4x100 metros livre masculino de Natação no Campeonato Mundial de Esportes Aquáticos de 2023 fora realizada no dia 23 de julho de 2023 na Marine Messe Fukuoka em Fukuoka, no Japão. Ao todo, 94 nadadores, divididos em quartetos, totalizando 23 Comitês Olímpicos Nacionais estavam previstos para participarem dos eventos.

## Formato da competição
A competição consiste em duas rodadas: eliminatórias e final. As equipes com os 8 melhores tempos nas eliminatórias avançam a final. Desempates (swim-offs) são utilizados conforme necessário para quebrar os empates de avanço a próxima rodada.

## Calendário
Todos os horários estão na Hora legal japonesa (UTC+9).
| Data                | Horário | Fase          |
| ------------------- | ------- | ------------- |
| 23 de julho de 2023 | 13:14   | Eliminatórias |
| 23 de julho de 2023 | 21:43   | Final         |

## Recordes
Antes desta competição, os recordes mundiais e do campeonato nesta prova eram os seguintes:
| Tipo                  | Atleta         | Tempo     | Local   | Data                 |
| --------------------- | -------------- | --------- | ------- | -------------------- |
|                       | Estados Unidos | 3m 08s 24 | Pequim  | 11 de agosto de 2008 |
| Recorde do campeonato | Estados Unidos | 3m 09s 06 | Gwangju | 21 de julho de 2019  |

## Medalhistas
| Ouro                                                                                     | Prata                                                                                           | Bronze                                                                                            |
| Austrália · Jack Cartwright · Flynn Southam · Kai Taylor · Kyle Chalmers · Flynn Southam | Itália · Alessandro Miressi · Lorenzo Zazzeri · Manuel Frigo · Thomas Ceccon · Leonardo Deplano | Estados Unidos · Ryan Held · Jack Alexy · Chris Guiliano · Matt King · Destin Lasco · Justin Ress |

## Resultados

### Eliminatórias
As eliminatórias foram realizadas no dia 23 de julho com início às 13:14.
| Pos. | Bateria | Raia | CON            | Nadadores | Tempo   | Notas |
| ---- | ------- | ---- | -------------- | --- | ------- | ----- |
| 1    | 3       | 4    | Estados Unidos | Chris Guiliano (48.30) Destin Lasco (47.95) Matt King (47.50) Justin Ress (47.88)                                       | 3:11.63 | Q     |
| 2    | 3       | 5    | Austrália      | Jack Cartwright (48.29) Matthew Temple (48.19) Kai Taylor (47.59) Flynn Southam (47.57)                                 | 3:11.64 | Q     |
| 3    | 2       | 4    | Itália         | Alessandro Miressi (48.10) Leonardo Deplano (48.42) Lorenzo Zazzeri (47.91) Manuel Frigo (48.10)                        | 3:12.53 | Q     |
| 4    | 2       | 3    | Canadá         | Ruslan Gaziev (48.38) Javier Acevedo (48.55) Édouard Fullum-Huot (48.96) Joshua Liendo (47.60)                          | 3:13.49 | Q     |
| 5    | 3       | 7    | China          | Wang Haoyu (48.37) Chen Juner (48.26) Yang Jintong (49.54) Pan Zhanle (47.37)                                           | 3:13.54 | Q     |
| 6    | 2       | 6    | Espanha        | Sergio de Celis (48.81) Luis Domínguez (48.39) Mario Mollà (48.63) César Castro (47.94)                                 | 3:13.77 | Q     |
| 7    | 3       | 6    | Brasil         | Marcelo Chierighini (48.87) Guilherme Caribé (47.84) Felipe Ribeiro (48.34) Victor Alcara (48.77)                       | 3:13.82 | Q     |
| 8    | 2       | 2    | Israel         | Denis Loktev (49.10) Tomer Frankel (48.01) Ron Polonsky (48.83) Gal Cohen Groumi (48.09)                                | 3:14.03 | Q     |
| 9    | 2       | 0    | Alemanha       | Rafael Miroslaw (49.11) Josha Salchow (47.92) Luca Armbruster (48.82) Peter Varjasi (48.19)                             | 3:14.04 |       |
| 10   | 3       | 2    | Sérvia         | Velimir Stjepanović (48.76) Andrej Barna (47.68) Nikola Aćin (49.01) Uroš Nikolić (48.91)                               | 3:14.36 |       |
| 11   | 3       | 3    | Hungria        | Nándor Németh (48.20) Szebasztián Szabó (48.43) Dániel Mészáros (48.96) Hubert Kós (48.83)                              | 3:14.42 |       |
| 12   | 3       | 8    | França         | Hadrien Salvan (48.70) Max Berg (48.62) Guillaume Guth (48.94) Florent Manaudou (48.28)                                 | 3:14.54 |       |
| 13   | 3       | 9    | Japão          | Katsuhiro Matsumoto (48.54) Masahiro Kawane (49.35) Tomonobu Gomi (48.85) Katsumi Nakamura (48.10)                      | 3:14.84 |       |
| 14   | 2       | 1    | Polónia        | Kamil Sieradzki (49.06) Kacper Stokowski (49.01) Adrian Jaskiewicz (49.62) Ksawery Masiuk (47.86)                       | 3:15.55 |       |
| 15   | 3       | 0    | Grécia         | Andreas Vazaios (49.18) Apostolos Christou (49.30) Odyssefs Meladinis (48.99) Kristian Gkolomeev (48.39)                | 3:15.86 |       |
| 16   | 2       | 7    | Suécia         | Björn Seeliger (49.07) Robin Hanson (48.77) Elias Funch Persson (49.47) Isak Eliasson (48.76)                           | 3:16.07 |       |
| 17   | 3       | 1    | Coreia do Sul  | Lee Ho-joon (49.21) Ji Yu-chan (48.81) Yang Jae-hoon (49.08) Kim Ji-heun (49.05)                                        | 3:16.15 |       |
| 18   | 2       | 8    | Singapura      | Quah Zheng Wen (49.68) Jonathan Tan (48.62) Mikkel Lee (49.34) Glen Lim Jun Wei (50.25)                                 | 3:17.89 |       |
| 19   | 1       | 4    | Venezuela      | Alberto Mestre (50.21) Emil Pérez (51.39) Jorge Otaiza (50.82) Alfonso Mestre (52.69)                                   | 3:25.11 |       |
| 20   | 1       | 5    | Tailândia      | Dulyawat Kaewsriyong (51.11) Navaphat Wongcharoen (52.12) Ratthawit Thammananthachote (52.50) Tonnam Kanteemool (51.45) | 3:27.18 |       |
| 21   | 2       | 9    | Vietname       | Hoàng Quý Phước (51.32) Lương Jeremie Loic Nino (50.76) Trần Hưng Nguyên (52.46) Nguyễn Quang Thuấn (53.09)             | 3:27.63 |       |
|      | 2       | 5    | Reino Unido    | Lewis Burras (48.61) Matt Richards (46.89) Jacob Whittle (47.37) Duncan Scott (47.60)                                   | DSQ     | DSQ   |
|      | 1       | 3    | México         | DNS | DNS     | DNS   |

### Final
A final será realizada no dia 29 de julho às 21:43.
| Pos.              | Raia | CON            | Nadadores                                                                                         | Tempo   | Notas            |
| ----------------- | ---- | -------------- | ------------------------------------------------------------------------------------------------- | ------- | ---------------- |
| Medalha de ouro   | 5    | Austrália      | Jack Cartwright (47.84) Flynn Southam (47.85) Kai Taylor (47.91) Kyle Chalmers (46.56)            | 3:10.16 |                  |
| Medalha de prata  | 3    | Itália         | Alessandro Miressi (47.54) Manuel Frigo (47.79) Lorenzo Zazzeri (48.13) Thomas Ceccon (47.03)     | 3:10.49 |                  |
| Medalha de bronze | 4    | Estados Unidos | Ryan Held (48.16) Jack Alexy (47.56) Chris Guiliano (47.77) Matt King (47.32)                     | 3:10.81 |                  |
| 4                 | 2    | China          | Pan Zhanle (47.67) Chen Juner (47.85) Wang Changhao (48.89) Wang Haoyu (46.97)                    | 3:11.38 | Recorde asiático |
| 5                 | 6    | Canadá         | Joshua Liendo (48.17) Ruslan Gaziev (47.30) Finlay Knox (48.70) Javier Acevedo (47.88)            | 3:12.05 |                  |
| 6                 | 1    | Brasil         | Marcelo Chierighini (48.84) Guilherme Caribé (46.76) Felipe Ribeiro (48.40) Victor Alcara (48.71) | 3:12.71 |                  |
| 7                 | 8    | Israel         | Tomer Frankel (48.43) Denis Loktev (48.46) Ron Polonsky (49.07) Gal Cohen Groumi (48.57)          | 3:14.53 |                  |
| 8                 | 7    | Espanha        | Sergio de Celis (48.77) Luis Domínguez (48.47) Mario Mollà (48.86) César Castro (48.54)           | 3:14.64 |                  |

Legenda
| Recorde mundial       | Recorde mundial (World record)               |                       | Recorde africano                      | Recorde africano (African) |                                           | Q | Classificado por posição (Qualified) |
| Recorde do campeonato | Recorde do campeonato (Championship record)  | Recorde da América    | Recorde da América (Americas)         | q                          | Classificado por melhor tempo (Qualified) |   |                                      |
| Melhor marca do ano   | Melhor marca do ano (World leading)          | Recorde asiático      | Recorde asiático (Asian)              | DNS                        | Não largou (Did not start)                |   |                                      |
| Recorde nacional      | Recorde nacional (National record)           | Recorde europeu       | Recorde europeu (European)            | DNF                        | Não terminou (Did not finish)             |   |                                      |
| Recorde pessoal       | Recorde pessoal do atleta (Personal best)    | Recorde da Oceania    | Recorde da Oceania (Oceania)          | DSQ / DQ                   | Desclassificado (Disqualified)            |   |                                      |
| Recorde da temporada  | Recorde da temporada do atleta (Season best) | Recorde sul-americano | Recorde sul-americano (South America) | NM                         | Sem marca (No mark)                       |   |                                      |